# 闽南语
閩南語（白話字：Bân-lâm-gú，臺羅：Bân-lâm-gú，閩拼：Bbânlám ggǔ，另稱閩南話、福建話）是汉藏语系汉语族閩語支中的一種語言，以厦门話为代表。形成於中國東南沿海的閩南地區（福建省南部），主要分布於福建南部、廣東東部、臺灣，以及菲律賓、新加坡、马来西亚、越南、泰國、印尼等東南亞華人之間。泉漳片作为使用人數最多的闽南语分支，是闽南语中影响力最为巨大且最具有代表性的方言。闽南语分支之下，除泉漳片外，还有潮汕片、浙南片、大田片、龍巖片、中山片等方言。在其原乡福建，泉漳片是现代标准汉语外最优势的語言。海南省通行的海南话以及广东雷州半岛通行的雷州话，原被歸類定義是闽南语的方言，但由於與主流閩南語存在較大差異，後被特別劃出，認定為閩語的直屬分支。:B8
2017年，國際以閩南語（包括海南話等）為母語的人數約為7,000萬人，其中中國大陸的閩南語人口（包括海南話）有2,710萬人（2013）。 2022年，全世界讲闽南话的人口约有8000万人 。國際閩南語以使用者人口排名並非定值而會浮動，估計位居世界第20~30名之間。

## 概述
閩南語在各地有不同稱呼，在中國大陸稱為閩南話或閩南方言，少部分人稱之為福佬話或学佬話。在福州，仍然保留了在古代的舊稱呼下南話或下南腔名詞稱呼。在香港、新加坡、馬來西亞，則稱之為福建話或鶴佬話（亦稱福佬話）。在臺灣，最常用臺語或閩南語來稱呼，少部分人則稱為河洛話、福老話（亦作鶴佬話、Holo話，台羅：Ho̍h-ló-uē）或咱的話（lán-ê-uē）。居住在東南亞的海外華語使用者稱之為福建話或咱人話（亦稱咱儂話）。此外，臺灣日治及戰後時期亦有台灣語、福建語的稱呼。浙江南部的苍南、平阳、洞头一带以及江西東北部的上饒一帶亦稱之為福建話。
閩南語與現代標準北京話難以相通，被西方學者普遍認為是漢語族内的一種語言。在中國大陸被認定為漢語方言之一，稱為閩南方言。在臺灣，認同語言說與方言說的學者皆有。閩南語及現代標準北京話分化較早，在語音、詞彙、句法上有許多差異，閩南語中許多來源不明的字詞被認為不是源自漢語。有統計研究指出，同源的两種語言或方言，在分化1000年後其核心詞彙約有66%同源，如同屬西日耳曼語支的英語與德語之間的有58.8%同源，約分化了1236年，而閩南話的核心詞彙有49%與北京官話同源，已分化1699年。
閩南語曾在明鄭與西班牙、英國等外交通商時具有官方語言的地位。1945年中華民國接收臺灣以後推行國語運動，閩南語在臺灣的使用受到嚴格限制，直到解嚴之後，才廢除國語運動，改行推廣本土語言。2000年，中華民國頒佈《大眾運輸工具播音語言平等保障法》，閩南語成為法定大眾運輸工具播音語言之一。 中華民國於2018年12月通過《國家語言發展法》，使閩南語成為法定「國家語言」之一。
泉州话曾長期被當作閩南语的标准音。至清末五口通商以后，其优势地位逐渐被廈門話取代。今日厦门话是闽南语的代表方言。中國大陸采用厦门话作为閩南语广播的标准音。而在臺灣，北中南及外離島等各區域之間都各有些微的發音差異，語言學家將其分為：偏泉通行腔、偏漳通行腔、海口腔（偏泉腔）和內埔腔（偏漳腔），主要在發音上的細微差別，彼此仍可互通。由于台湾的交通发达、人口流动大，逐漸形成所謂的「优势腔」，中華民國教育部將聲調為偏漳腔的高雄腔視為第一優勢腔、偏泉的臺北腔視為第二優勢腔。

## 淵源
閩南語的淵源有古商語與唐朝官話、河洛語、百越語等說。
- 閩越語說：語言學家董忠司（2001）認為閩南語的組成與源起除了漢語以外，包含了有閩越語成分[29]。遺傳學者李輝（2007）以近代結合語言學及分子人類學之跨領域研究指出應該不是閩越人留下的成分，而更可能是從廣東和浙江重新流入的成分。[30]
- 齊語說：歷史學者宋蜀華[31]和語言學家鄭張尚芳、潘悟云齊語說[可疑]及上述的遺傳學者李輝（2007）[30]主張之。

## 歷史
因漢末三国時代，吳國入閩設立建安郡，使福建地区除原有百越部落的語言以外，也带来了一部分的吳越楚地的上古漢語方言。而來自中原的移民入閩則是始於永嘉之乱，福建的泉州晉江等流域一带有中原的士族避难到此，帶來了当时的早期中古汉语（例：有身、新妇、斟酌、鼎、箸、失礼）。唐高宗儀鳳年間（約677年），陳政、陳元光父子帶兵入閩平亂，進而屯墾閩南漳州，帶來了晚期中古汉语長安音，自此闽语各分支的共同祖语成型，即原始闽语。
原始闽语何时开始分化为各种互不相通的语言，今日的语言学界存在很大的争议。不過，從對《集韻》中語音的分析可以發現，閩語分化的時間在宋朝初年以前，當時建州（閩北）、福州（閩東）、泉州（閩南）三地的方言已經出現了不少差異。
语言学家李如龙认为，闽南语于中唐时期还未分化为各种腔调。到宋朝以后，由于兴化军的设立，莆仙地区经济自成一统，且地理上靠近闽东，受福州话影响，当時的闽南语才在当地逐渐分化为莆仙语。

## 名稱
1907年，小川尚義已有「南部福建話」的說法，並把南部福建話分為為漳州、泉州、廈門三個類別。亦說明臺灣島上的「南部福建話」主要通行漳州話與泉州話。由於在1930年代以後，西方語言調查的社會科學技術才由留學生引進中國，開始調查中國大陸各地之語言。1939年的《语言区域图》中，将闽方言的南部分立为「潮汕方言」，该片区于1948年的《语言区域图》中改称「閩南語」:A2，赵元任又将此片区称为厦门-汕头方言（英語：Amoy-Swatow Dialect）。在此之前，約在20世紀初，日本統治的臺灣日治政府以「臺灣話」或臺語稱呼之。當時的新加坡華人地區以「福建話」稱呼之。以下為常見閩南語之名稱：
- 下南話（ē-lâm-ōe）

福建南部的傳統地理称呼为「下南」，方言为「下南話」，相對「北頂」。在早期，泉州和漳州都稱呼自己的方言為「下南話」、「下南腔」。直到民國時期慢慢被「閩南語」、「閩南話」所謂外來稱呼詞彙所替代。直至今天下南族群以此為稱呼，但是以福州民系為首的其它福建族群還仍保留這一稱呼。
- Amoy（廈門語、廈語，為漳州話Ēe-mûi 的音譯）

清末的1873年，英國蘇格蘭長老會傳教士杜嘉德編撰的大型閩南語辭典《廈英大辭典》面世，稱之為 Amoy，認為其不是方言而是獨立語言，內部則有四種真正方言：漳州話、泉州話（晉州）、同安話、廈門話。
歐美至今仍有稱這種語言為 Amoy。美國本土英語權威辭典《韋氏詞典》錄有 Amoy 詞目。
- 福建話

- 臺灣話（臺語）

臺灣漢族許多是來自福建南部的閩南人，閩南語成為臺灣島和澎湖群島使用人口最多的漢語方語，亦被稱作「臺灣話」或「臺語」。從文獻上來看，「臺語」、「臺灣話」的名稱最遲於清末即已出現，目前所知，「臺語」一詞最早出現於1852年劉家謀的《海音詩》中的註釋：「耗擲饔飧百口糧，如山狼籍不堪償；傷財翻被居財誤，浪說紅龜是吉祥。吉凶事，皆用「紅龜粿」；臺語「龜」若「居」，取「居財」之意也。每用，常數百箇；其棄之也如泥沙，暴殄甚矣。」；而「臺灣話」最早出現的文獻則是1874年《李文忠公選集》第一冊/同治十三年/上海探信(三月十二日)(附)：『所有東洋興兵打臺灣生番地方之事，連日議論紛紛，頃由長崎信來，知日本派柄川宮(柄川名，宮即親王也)總督其事，李仙德參議。李即去年隨副島來過，本美國人，曾任福建領事，會說臺灣話。』
臺灣日治時期日本政府將最多臺灣人使用的語言定義為臺灣話。而「早期臺灣話」指未接受西洋、東洋（日本）和南洋等影響以前的臺灣話，兼指漳、泉、潮等閩南話。不過，實際上日本語出版物是以「臺灣語」表記，非「臺灣話」，如小川尚義以總督府名義所著《臺日大字典》等著作。但「臺灣語」不符合一般人語音習慣，二戰後直至今日，臺灣民間多以「臺灣話」（白話字：Tâi-oân-ōe；臺羅：Tâi-uân-uē）或「臺語」（臺羅：Tâi-gú）稱呼。連雅堂於1929年在《臺灣民報》第288號發表〈臺語整理之頭緒〉一文（後收錄在《臺灣語典》自序）中就出現了「臺語」「臺灣語」「臺灣之語」之名稱。
二戰後，中華民國政府統治臺灣之初期也是用「臺語」一詞，譬如「臺灣省國語推行委員會」於1955年出版的《臺語方音符號》及國防部於1958年出版的《注音臺語會話》，之後曾一度被改稱「閩南語」，直至2024年，中華民國教育部再將「臺灣閩南語」一詞全面更名為「臺灣臺語」。
- 福佬話（學佬話、河洛話等）

杜嘉德于1855年抵廈門，1873年出版《廈英大辭典》，其附錄記載潮汕人在廣東省被稱為“Hok-ló”（“福佬”、“福建佬”、“福建仔”之意）。  此証明潮汕人至少在清代1855年以前早已被稱為“福佬”。
Holo話，意謂「Holo」人所說的語言。「Holo」一詞，清代有以漢字「福老」書寫的記錄，1894年《鳳山縣采訪冊(下)》癸部，藝文二，兵事下：「福人【粵稱閩人曰福老，謂福建人也】」。日治時期台灣總督府於1931年出版的《台日大辭典》有「ホヲ福佬」詞條，說明所謂Hô-ló(福佬)為廣東人對福建人的稱呼。
- “河洛話”: 而「河洛話（語）」一詞，是有爭議性的：有學者认为學佬和福佬的本字是河洛，指源頭在中原河洛地區；時間久了，形成了學佬話，福佬話這兩個稱呼。但是語源學上這其實是不可能的：因為“河洛 hô-lo̍k”的“河 hô”是不可能读成“學 ha̍k”或“福 hok”。“洛 lo̍k”同样不可能训读成“佬 ló”。「河洛話（語）」一詞在戰後1955年吳槐發表〈河洛語中之唐宋故事〉之後，臺灣開始使用。

- 閩南語（閩南話）
"閩南語"一詞最早出現於自语言学家、中国拼音之父卢戆章于1921年编写的《闽南语注音字母》。
1935年5月6日上海《申報》的《廈門海盜騎劫鷺江輪》一文：「......盜共二十餘人、中有三女性、皆衣學生裝、餘著長衫短裝不一、操興化語、間亦有操閩南語者......」。
1950年代的台灣有使用「台語」這個詞，譬如「台灣省國語推行委員會」於1955年出版的《台語方音符號》及國防部於1958年出版的《注音台語會話》，此時期「台語」與閩南語兩個名詞平行使用，意義大致相同。
1967年10月，中華民國政府新聞局下令，公部門不得使用台語一詞，應使用閩南語。[51]
蔣為文指出解嚴以後具官方色彩的「國立編譯館」所編的詞典才稱「臺灣閩南語」，其餘辭典多稱「臺灣話」「臺語」，[52]但國立編譯館本質為學術機構，其所規定的名詞多數時候都與常用俗名不同。
臺灣部分社團如台灣羅馬字協會、台灣母語教育學會、台文筆會等不喜「閩南語」此種用法。[53]

- 咱人話

近年來，部分臺灣語言學者提出以較無地域性的「咱人話」一詞來泛稱海內外的閩南話。實際上，以閩南語為母語的漳泉人士，多數自稱「咱厝話」(lán-tshù-uē)、「咱的話」(lán-ê-uē)。

## 譜系

### 歸類
關於語言學家對閩南語分區的歷史（尤其剔出海南閩語、雷州閩語的歷史），可參見詹伯慧1995年的《關於閩方言研究的一些思考》。
從語言系統來講，閩南語被多數中國大陸語言學家認為是一種漢語方言，台灣學者認同語言說或方言說者皆有。西方學者大多不認同方言的說法。理由如下：
1. 關於現今的不同漢語，其到底是不同的「語言」或「方言」，學界一直有爭議。使用不同漢語的人之間，彼此基本上並無法用口语進行溝通，[56]因此多數西方學者認為，這些不同的漢語基本上是「語言和語言」的關係，而不是「方言和方言」的關係。[15][16]
2. 若以閩南語為討論主軸，閩南語與其他漢語差異甚大。[57][18]

以上述研究為基礎，部分學者將閩南語的結構和基本詞彙，與南島語系和侗台語系聯結，而論證其他非漢語語言對閩南語的強大影響。其指出，閩南語可視為漢藏語系的一種語言，而不是方言。漳州話、泉州話、同安話、廈門話等，則是閩南語的方言。
語言相對位階如下所示：
漢藏語系 {\displaystyle \supset } 漢語族 {\displaystyle \supset } 閩語支 {\displaystyle \supset } 沿海閩語 {\displaystyle \supset } 閩南語

### 方言及其亲近性

深綠色區域為泉漳片
淡綠色區域為潮汕片及海陸豐話
黄色区域为中山閩語
浅蓝色区域为大田片
红色区域为浙南閩語

中國大陸的學者認定閩南语支系皆源于泉州、漳州音系，但依分化时间的早晚、地理隔阂、漳泉音演变等因素，出现了不等的差异和变化。基本上，按照地域不同，中國大陸的學者大致划分为以下几种次方言：

#### 泉漳片
泉漳片被認為是「主流閩南語」 ，主要通行於閩南、臺灣及東南亞。內部相對一致，溝通大致無礙。泉漳片各口音源頭皆為泉州話、同安話、漳州話。
閩越地重山峻嶺，閩南先民沿水系及其盆地而居，以山脈為界，運輸貿易交流則以江水船舟為主，由此孕育閩南語本土內部固有三大方言：同安水系之同安話、晉江流域之泉州話、九龍江流域之漳州話。以下依歷史、關聯、地理順序排列，數字為聲調之五度標記法：
- 同安話：七聲調系統，陰平（第一聲）為高平調，恰近似於現代標準漢語的陰平（第一聲）。典型字音：“雞”kue55、“千”tshainn55/tshing55、“生”(sing55)、“味”(bi33)、“億”(ik10)、“毒”(tok50)。分佈於福建泉州同安縣（今廈門市和金門縣），在自然地理上包含同安縣自有之水系流域、其諸多海灣、以及出海口之廈門和金門兩大門戶島嶼。同安話與泉州話從共通祖語分化的歷史同樣悠久，兩者為平行關係而非從屬關係。清末《廈英大辭典》附錄 II「腔調差異」 把閩南語腔調分為三種：漳州腔、泉州腔、同安腔，並說同安腔與廈門腔之間大同小異，[63] 且在附錄 III「方言分類」指出同安縣雖處泉州府，但同安話特徵鮮明，自成一派。[64] 同安縣三面環高山南面大海、不與非閩南語之外語話區接壤而受影響、介於泉漳兩大話區之正中卻與兩者迥異；同安話具有閩南語中唯一嚴格意義上的七聲調調值系統，七聲調本調調值分明、簡練利落，而本調調值除陽平近泉州、陽去近漳州外，其他調值都不同於泉州和漳州，且各聲調的變調調值皆與七聲調本調之一相近；有大量ainn韻母字，如“還”(hainn35)可區別於“刑”(hing35)，“前”(tsainn35)可區別於“情”(tsing35)；小稱詞綴「仔á」的前一音節，主音尾若為a則改讀ai，如“鴨仔”(ah-á→aih-á)，語音語意分明。同安話和泉州話皆有央元音er [ə]、ir [ɨ]，但同安話韻母中[ə]、[ɨ]不與任何其他元音組合、不配入聲韻尾、不鼻化，而泉州話則可。泉州話和漳州話皆各有大量uinn韻母字，如泉音“千”(tshuinn33)、漳音“酸”(suinn44)；同安話僅有唯一的uinn韻母字“關”(kuinn55)。同安話“關”(kuinn55)、“肩”(kuainn55)、“間”(kainn55)、“宮”(king55)之間可相互區別；泉州話“關、肩、間”皆讀為kuinn33、“宮”讀為king33，而漳州話“關”讀為kuann44、“肩、間、宮”皆讀為keng44。
  - 廈門話：同安話之變體，分佈於同安縣諸多海港之一的廈門港，位於廈門島的西南部分，隔海相望漳州話區。廈門自古屬於同安縣。廈門話並不能簡單地理解為「不漳不泉的漳泉濫」，它應該是在同安話的基礎上進一步和其他閩南次方言融合所形成的[65]。《廈英大辭典》指出清末南京條約簽訂廈門獲得通商港口地位後廈門話被高度重視，在此之前廈門話並不被注意。[66] 廈門話使用地域較小且使用人口較少，相對不成熟不穩定。與同安話的主要差別是陰上本調高降變調高平，與漳州話相同而聽感高亢，如「海水」實調為hai44 tsui41；另央元音[ə]退化為[e]，[ɨ]退化為[u]，產生許多同音字詞，如“車(同安 kir)、龜(同安 ku)”皆讀為ku44，“過(同安 ker)、嫁(同安 ke)”皆讀為ke21，而「公子」、「公主」皆讀為kong-tsú；又有少部份韻母與漳州話相同，造成額外的同音字詞。
- 漳州話：七聲調系統，陰平(第一聲)為升調，惟今日的城區發音的升調幅度小，五度標音為44。[67]典型字音：「雞」(ke44/kɛ44)、「千」(tsheng44)、「生」(seng44)、「味」(bi22)、「億」(ek32)、“毒”(tok121)。分佈於漳州市，在自然地理上包含九龍江流域各縣市，也分佈於廈門市海滄區的東部小片地方。漳州話相對泉州話與泉系同安話，從共通祖語分化的歷史晚數百年，故文讀音多，如「花」讀為hua44等。漳州話與泉系同安話雖同為七聲調系統，但兩者本調調值除陽去相近外其餘皆不同，且漳州話部份聲調的變調調值與各聲調本調間皆有顯著差異；漳州話與泉州話之間的陰去、陰入、陽入的調值相同或接近，但卻與同安話不同甚至相反。韻母方面，漳州話具有七種基本元音，無央元音，泉州話[ə]對應[ue]／[uɛ]、泉州話[ɨ]對應[i]/[u]；具有特有的[ɛ]韻及[ɛ]複合韻母、入聲韻、及其鼻化韻。
- 泉州話：八聲調系統，陰平(第一聲)為中平調。典型字音：「雞」(kue33)、「千」(tshuinn33)、「生」(sng33)、「味」(bi41)、「億」(iak50)、「毒」(tok24)。分佈於泉州市，主要為晉江流域各縣市。泉州話聲調八音俱全，而部份聲調的變調調值與各聲調本調間皆有顯著差異；具有八種基本元音且複合韻母組合相當豐富；有個別特有之常用詞，如「講」(kong55/kang55)更常說成「說」(seh50/səh50)、「互/予」（hoo41；意為“給”）更常說成「度」(thoo41) 或「傳」(tng24)、使用程度副詞「野」(ia55)（意為「非常」）等。另泉州話乃福建南音之原唱腔調，為閩南語之經典。

域外變體：
- 臺灣話：分佈於臺灣島及澎湖群島。早期閩南泉漳移民在臺灣的分佈，泉州府（晉江、南安、惠安、同安、安溪、永春、德化）移民主要分佈在沿海和河口地帶，漳州府（龍溪、海澄、漳浦、長泰、平和、南靖、詔安、龍巖）移民主要分佈在西部平原、中部盆地和北部丘陵、平野；若按縣籍來計，兩府各縣合計以同安縣籍為最大宗。現今通行腔調為聲調偏漳的漳泉混合腔，和泉系同安話及廈門話相近，個別韻母規律對應，交流無礙。與福建的閩南語相比，具有特有的個別日語借詞。文藝方面，台灣話在域外閩南語中貢獻最巨大，影響最深遠；政治方面，台灣閩南語在台灣被賦予國家語言之法律地位，此為其它地區的閩南語變體所不及。
- 海陸豐話：分佈於廣東省汕尾市（海陸豐）及惠東縣部分地區。海陸豐話是漳州話之域外變體。[68]

- 贛東北閩南語：分佈於江西省上饒市的部分地區。赣東北閩南语是泉州話之域外變體，亦受到吳語、贛語影響。

- 東南亞福建話：主要分佈於閩南裔華人聚居地的南洋諸國，例如新加坡，馬來西亞，汶萊，印度尼西亞，菲律賓。通行於東南亞之閩南語泉漳話，亦受到其所在地當地語言、其他漢語方言（其他閩語方言，粵語廣州話，客家話，新馬華語）和英語相互影響程度各異。

接壤地之變體：
- 龍巖話：分佈於龍巖市新羅區、漳平市。因受到閩西客家的影響，有不少客家話的特點。
- 頭北話：分佈於福建省泉州市泉港區的後龍鎮、峰尾鎮以及南埔鎮，為泉州話受到莆仙語仙游話影響而形成。

#### 潮汕片
潮州話亦稱潮汕話，语法与泉漳片相同，词汇高度对应，在语音语调及漢字文白音選用上则差异較明显，潮汕话和泉漳片交融地区則兼具二者发音特色，如福建漳州诏安、新加坡等。潮汕话除了分布于潮汕地区以外，还广泛分布于东南亚众多潮人聚居地（如泰国曼谷）和其他城市的唐人街、柬埔寨和寮國的大部分华人和越南的一部分华人社區。著名戏曲荔镜记（陈三、五娘跨越阶级性的爱情故事），来自潮汕地区，亦广传于闽南、台湾等地。明清时期的潮汕方言以潮州府城话为标准，随着近代以来汕头经济与政治地位的提高，汕头话逐渐作为潮汕方言的代表音:266-267。《中国语言地图集》中认为海陆丰话属于潮汕片下的次方言，但由于语言认同上的差别，现在的学术研究中多采用“粤东闽语”一词作为潮州话与海陆丰话的统称。

#### 浙东南片
明末清初，大量闽南人（主要是泉州府的南安、安溪、惠安、同安等地）迁徙到浙南的苍南、平阳、玉环、洞头一带以及福建东北部的福鼎、霞浦一带。闽南话传入浙南、闽东地区后，由于自身的演变和受周围方言（浙南是南部吳語，闽东語是福州話類別）的影响，与泉漳片形成一定差别。与泉漳片比较，主要是入声韵、鼻化韵的退化以及用词方面的差别，但仍保留其它特点。相对来说，比潮汕话更接近泉漳片，與泉州府城腔高度相似。

#### 大田片
分布于福建省大田县及周边，受閩中語、閩東語影響。《福建省志·方言志》認為其已屬於「閩方言過渡區」而不是閩南語，而《中國語言地圖集》則列為閩南語的一種。

#### 中山片
分佈于广东省中山市部分地区。受粤语影响明显，且有潮汕片及闽东语成分。

#### 瓊雷片
除上述方言片之外，广东省雷州半岛一带通行的雷州話以及海南省通行的海南話長期被認為是闽南语的方言。20世紀70年代以後，才開始有人對海南話進行系統的調查。此後語言學界開始把海南話和雷州話自閩南語中劃出。1987年出版的《中國語言地圖集》裡，正式將瓊雷話自閩南語中劃出。:B12

## 分布地区
閩南語的中心地區位於閩南地區。闽西的龙岩新羅和漳平一带（原龍巖直隸州轄地，清析漳州府西北置）也說閩南語。闽东福清及福鼎一带的沿海小部分地區，以語言島形式存在。
闽南语在臺灣的分支被台灣閩南人称为臺灣話或臺灣閩南語，是年長的台灣閩南人的母語，也是主要日常用語。台灣推行九年國教之後的各世代閩南族群除了母語閩南語之外，還能掌握國語（現代標準漢語）。閩南族群年輕一輩，學校與日常生活都在使用國語的環境，部分年輕人不能流暢使用閩南語。其他族群（如客家族群、原住民族群、其他省份的族群、外籍族群），則通常在日常生活使用母語或國語，為了和閩南族群溝通交流，有的會特意去學習閩南語。
在浙江东南部沿海、西南部与江西省交界区域，以及福建省东北部的福鼎市、霞浦县小部分地区，通行浙南閩語，是閩南語的一種方言分支，伴随来自福建省南部的移民在当地生根发芽。浙江省温岭市之石塘一帶，玉环县之坎門、陈屿，洞头县之本島、半屏島、元角、倪嶼，瑞安市之北麂島、大南鄉，平阳县之水头镇、腾胶镇、南麂島、東部沿海之西灣鄉、墨城鄉，泰順縣之東南角，文成縣之東南角，苍南县之靈溪、矾山、桥墩、马站、渔寮、藻溪、赤溪、观美、南宋、霞关、大漁、望里、莒溪、浦亭等城鎮，以及长兴县、临安市、舟山群岛等地居民，也都通行閩南語。衢州市、开化县、常山县等村镇地区存在许多孤立的闽南语语言岛，往往是按照姓氏分支。广东省东部沿海海陸豐地區、惠州地區、北部韶關地區，以及广西壮族自治区的桂平、北流等地皆通行闽南语。潮汕地区通行的潮州话，也是闽南语的一种方言分支。在香港，也有不少说闽南语的人。
此外，海南通行的海南话，与闽南语的泉漳片有很深的渊源。昔日被归为闽南语的琼文片方言，今日被划出闽南语，直接隶属于闽语支。
除上述地区之外，江苏省宜兴市南部山區，安徽省宣州和徽州山區，江西省玉山县、铅山县、上饶、广丰县都有闽南语使用者。
闽南语随着历史上闽南民系的移民而传播，成为在海外及东南亚華語社群有一定的影响力的一种语言，稱為東南亞福建話。新加坡、马来西亚、汶莱 、印度尼西亚、越南、泰国、缅甸、老挝、菲律賓都有相当数量的闽南语使用者。

## 現狀

### 中國大陸

#### 闽南地区
闽南地区（清代泉州府、漳州府和永春直隶州地區）的闽南语使用人数近年来有下降的趋势，尤其是在厦门市情况最为严重。由于经济交流和人口流动，闽南语在它的原源地福建省的闽南地区使用人数减少。
厦门市是经济特区之一，厦门市内近年来经济与社会发展比较快，许多流动人口选择在厦门定居，使得廈門在生活上的许多方面放弃使用闽南语而改用普通话。加之“推普”的影响，学校教学大多使用普通话，部分厦门年轻人的闽南语能力出现了明显下降。與泉州、漳州使用閩南語的年輕人數量相比，廈門使用閩南語的年轻人口比率遠低於前兩者。
泉州市闽南语普及和保护程度相对较好。泉州市民基本都通晓闽南语，年轻人闽南语水平虽有下降但仍能在日常沟通交流，外来人口闽南语掌握程度较其他闽南地区高。泉州本地的民间组织扮演着保护闽南语的重要角色。然而，由泉州师范学院陈燕玲副教授针对闽南话使用场合所开展的调查显示：86%的泉州中小学生只用普通话交际。前华侨大学文学院院长王建设也曾讲述过他在泉州石狮调查时发现的普通话对闽南方言的同化现象。
随着海西建设迅速发展以及台湾闽南文化对闽南地区的影响，中國广电总局分別在2005年和2007年批准设立以闽南语为特色的厦门卫视频道和泉州电视台闽南语频道；廈門地鐵的播音中也有閩南語廈門話的廣播。泉州的第一个全部采用闽南语播出的综合频道泉州电视台闽南语频道，其知名的闽南语节目《泉州讲古》拥有一定数量的固定收视人群。近年，闽南人的文化意识有日趋强烈的状况。视频网站上经常有热爱闽南语的人们自制闽南语视频，包括闽南语教程、闽南语歌曲、甚至用闽南语配音的电影片段。厦门大学中文系教授周长楫也极力推广闽南语，闽南语在本土的保护正在逐渐被重视。

#### 潮汕地區
随着全球化的普及和其他語言的競爭，潮州话的母语使用者正在减少，而在廣東潮汕地區（清代潮州府地區），則受到粵語和普通話雙重擠壓，受到廣東省內共同文化和传媒影响，很多原以潮州话为母语的當地青少年，都转而说普通話或粵語。其中，普通話和粤语也渐渐取代潮州话，成为少部分年轻人的母语。潮州話在廣東省內的保護和傳承急需得到重視。

#### 其他地区
除了中國大陸的闽南三地以外，也有许多闽南人的聚居地，如闽东地区、江西省玉山縣，浙南地区以及广东省的惠州东部、海丰与陆丰都有早期的泉漳移民，有些至今还在使用泉州或漳州口音的闽南语。

### 香港
香港有逾兩百萬閩南人及其後裔（包括泉州、漳州、潮汕、海陸豐、海南等）。香港閩籍第一代居民通常有良好的閩南語會話能力。第一代移民的後代因生長於香港，以粵語作日常溝通較為常見。部分第二代閩籍人士因需與長輩溝通，仍掌握閩南語，第三代閩籍人士則多不曉閩南語。同時，遠離本土的閩南方言與香港最強勢的粵語共存，音系、詞彙、語法，都有受粵語影響。:1

### 澳門
澳門北區有相當一部分居民祖籍閩南地區的人能夠使用閩南語交談，因此閩南語在澳門北區可算通行；閩南語是澳門第三大語言，日常生活中使用閩南語者佔澳門人口的3.7%，而澳門人口中則有6.9%能講閩南語。

### 臺灣
在臺灣，多數為閩南裔族群，其中又以泉州裔與漳州裔佔絕大多數，另包含少數潮州裔（已被漳泉裔同化），泉州和漳州的閩南語口音，在臺灣出現相當程度的融合，是為台灣話，又稱臺語，屬於閩南語閩臺片。
台灣中年以上的閩南裔本省人一般都还具有相当强的母語沟通能力。然而日治時代及國民政府遷臺後兩次推行國語運動，學校先後使用日語和華語教學，使得臺灣年輕人彼此間慣用華語溝通，導致當今年轻世代平均母語能力顯著降低。許多台灣閩南裔青年都改以華語來交談，尤其在未受國語教育的老一輩離世之後，這種情況在臺中以北的台灣北部地區以及花東兩縣很常見，中高齡者和較多鄉村地域的台灣中南部及澎湖的住民的台灣話，會比北部、花東兩縣及都會區的住民流利。
台灣閩南語在官話普及前通行於臺灣，台灣話和官話在使用時互相穿插的情況相當常見。許多電影、電視劇、音樂、書籍和報章雜誌等偶而會使用臺語字詞，使之更貼近使用臺語的觀眾、聽眾及讀者。
此外，由於台灣的閩南語音樂、電影及電視劇較為發達，甚至出現以閩南語配音的日本動漫（如哆啦A夢、花田少年史等均有市售版DVD），故許多台灣以外的人為了學習閩南語傾向接觸臺灣的閩南語音樂和閩南語電影、電視劇。中國大陸福建闽南地区的闽南人、東南亞及世界各地許多闽南籍華人或華裔，為了學好自己的母語──閩南語，而接觸臺灣的電影、電視劇及音樂來學習閩南語，希望能借此延續閩南文化。

### 新加坡
新加坡福建話廣播以廈門話為標準。但在新加坡1979年的讲华语运动实行后，严厉地管制福建話以及其他汉语言在电视节目以及电台广播中所占的百分比。但许多新加坡人还是对福建話有一定程度上的情感，所以经常会在有线付费电视频道中观看臺灣的閩南語电视连续剧，或者在网上寻找福建話视频观看，以便跟自己的文化保持联系。
在现今的新加坡社会里，依然有许多人使用闽南语方言。新加坡三大最盛行的闽南语方言包括新加坡福建话，厦门话和台湾话。早期的泉州、漳州移民现今已经融合为一体，所说的新加坡福建話口音為泉漳混合音，比较偏向同安話。讲新加坡闽南话变体（一种参杂马来语借词的新加坡福建话）限于多数的老一辈和一些中年人。相比之下，一些受高等教育的中年人以及年轻人，由于受到台湾闽南语的文化媒体的影响加上在网上学习厦门话，都普遍讲厦门话或台湾话。

### 马来西亚
马来西亚境内也有许多福建話方言岛。主要地区有槟城、吉打、玻璃市、吉兰丹、登嘉樓、砂拉越、马六甲、柔佛、霹靂北部、森美兰南部、雪兰莪巴生等州。南部与北部的福建話有差异，南部福建話方言在口音上接近新加坡福建话，偏同安腔。北部的福建話發音上接近漳州话，但調值與漳州話有顯著差別。大致上说，马来西亚南部因地理上靠近新加坡，其福建話也偏向閩臺片闽南语语法。福建话是继马来语，英语、華語后的主要语言之一，有些马来人，印度人都懂得讲福建话。在槟城，官方警察、外国移民都学习福建话，以便与人们沟通。

### 汶萊
汶萊華裔大部分為閩南泉漳族群，來自原同安縣（今廈門市和金門縣）的閩南人占汶萊華人的多數，汶萊閩南話口音偏向同安話腔調。

### 印尼
印尼许多地区都有華裔福建閩南人分布，尤其在苏门答腊的棉兰市、廖内群岛、以及东爪哇省的泗水市。早期印尼政府曾经禁止華人移民在印尼境内学习中文，因此许多福建閩南移民以及其后裔丧失中文能力，他们的福建話也成为了无文字语言，只能说简单的口语。也因为缺乏跟其他闽南地区的联系，印尼的福建話经过多年的孤立，已发展为一个夹杂许多印尼语词汇的混合语。混合的程度在每个地区都不同。比方说，棉兰市的福建閩南人多数是第三代华裔，因此他们的福建話能力相对比较强，其福建話也较接近闽南本土（尤其是漳州）的口音。廖内群岛的福建話比较接近新加坡福建话以及南马福建话的口音。泗水市的福建移民多数是第六代福建閩南移民后裔，他们的闽南语能力相对比较弱，口语方面也夹杂大量印尼语成分。

### 菲律賓
咱人话（Lán-nâng-ōe）或称咱儂話是菲律宾的一种福建话变体，源自閩南語泉州話中的晋江話，现今还保存着很重的晋江腔。目前在菲律賓人口的華人約有百萬，在所有菲律賓華人之中，約有九成以上屬福建閩南裔；其餘約百分之十，以廣東籍為多，其它省籍為數無幾。福建話是菲華社區的通行語。其中先祖來自福建閩南者十之八九，當中又以泉州為最。福建籍華人中，以原屬泉州府的三邑（晉江縣、惠安縣、南安縣）最多，大部份居住在呂宋島，原屬同安縣（今廈門市和金門縣）和漳州府龍溪縣、海澄縣（今合併為龍海市），大多數在中部維薩亞斯地區的宿霧等地，和民答那峨島各處。

## 閩南語教育

### 闽南三地
民國年間，閩南地區的學校分為官辦學校和民辦學校。官辦學校主要採用新式國語教育，而民辦學校（私塾）採用閩南語教育。當時多數人接受的是私塾教育，只會講閩南語，不會講國語。這可以從今日許多70歲以上的高齡閩南人所驗證。閩南地區的私塾所教授的四書五經都是以閩南語進行教學。
中華人民共和國成立後的1950和1960年代仍保持官辦和民辦教育。1970年代末期，中國大陸在南方開始推廣普通話，導致全部的閩南學校開始改採普通話教學。閩南地區於1980年代之後才是真正全面開始學習普通話。由於閩南語教學在閩南學校遭到中斷，1980後出生的福建閩南人多數只能講閩南語，而不會讀寫閩南文，因為他們所接受的是普通話教育。那些會閱讀閩南文的人士多數是靠自己的努力在家裡或從民間學習閩南文。由於學校閩南語教育之終止和普通話強勢語言影響之緣故，閩南地區出現了閩南語式微的情況，甚至出現有新一代的閩南人不會講閩南語。為搶救和扭轉閩南語頹勢的情況，福建閩南地區的學校於2010年又開始恢復閩南語教學，同時也開始培養閩南語師資 。但是，面臨30年語言教學的斷層，保留或復興閩南語出現了嚴峻的挑戰。

### 臺灣
臺灣在日治時期，日本政府在臺灣住民調查中將其稱為「福建語」，由於漳州、泉州裔在臺灣占絕對多數，又改稱「臺灣語」。其官辦教育系統使用的教學語言為日語，但仍保留每週5~2節左右的漢文科課程，依照通行地區以閩南語（時稱「臺灣語」）或客家語（時稱「廣東語」）教授。為了方便統治，也編纂了許多閩南語（時稱「臺灣語」）教科書、辭典等，供日本派駐臺灣的日本人官員、警察、教師等公務人員學習閩南語，以便與民眾溝通。
而漢人仍與清領時期相同，使用籍貫的家鄉話。除了官辦教育以外，亦有許多民辦私塾漢文學校，以閩南語進行教學，學習的語音則是閩南語文讀音，以讀解四書五經。當時只有少數台灣文人通曉日語及漢語官話（屬北京官話系）。戰爭期間，由於日本當時在臺灣開展「國語」（日語）教育，因此多數的臺灣人也都通曉日語。
1945年台灣戰後時期，國民政府開始在台灣推行國語教育。因此，1945年之後，臺灣才是真正全面開始學習國語。戒嚴時期，民辦學校的閩南語教育一度終止，而官辦國民學校則全面採用國語教學，沒有教授閩南語，在校園內進行「少講方言」的教育政策，甚至有類似日治時期方言札的歧視作法。在臺灣戰後出現「講臺灣國語（臺語式國語）會被嘲笑」、「同學講臺灣話要罰款或帶狗牌當眾羞辱」之情形。在這大環境下，社會上出現過歧視講母語的現象。許多熱衷於保護母語文化的知識分子及社會精英對當時的教育語言政策極為不滿。
解嚴後，自1990年代後族群平等和多元文化意識興起之後，臺灣的學校儘管大部分科目仍然使用國語教學，但同時開設了部分臺灣閩南語、臺灣客家語、福州話和臺灣原住民族語的課程。中斷了將近40年的閩南語鄉土語言教學終恢復。 民間也出現了學習台灣闽南语的民辦學校。
臺灣本土語言（舊稱「台灣鄉土語言」），自1993年修訂發布實施的國民小學課程標準增列「鄉土教學活動」起納入正式課程，2001年起依照國民中小學九年一貫課程綱要規定，國小一至六年級學生，必須就閩南語、客家語、原住民族語等三種本土語言任選一種修習。國中部分，則依學生意願自由選習。閩南語教育在台灣的學校全面恢復。
然而，除了該課程外的其他所有課程（如物理、數學等）仍然使用國語教學，因此臺灣閩南語的使用率依舊逐漸下降。至今，臺灣復興閩南語的工作仍面臨嚴峻的挑戰。
許多站在第一線的本土語教師表示閩南語教材實在太難，老師都不一定能夠完全理解，且小、國中、高中的本土語言課程教材彼此獨立、沒有延續性，如何銜接都是必須克服的問題。

## 音韻

### 發音
| 音素   | 閩南語 | 閩南語 | 閩南語 | 閩南語 | 閩南語 | 閩南語 | 閩南語 | 閩南語 | 閩南語 | 海南語 海口話 | 閩東語 福州話 | 莆仙語 莆田話 | 閩北語建甌話 | 閩中語 永安話 | 閩贛語 邵武話 | 客家語 梅州話 | 粵語 廣州話 | 現代標準漢語 |
| 音素   | 泉漳片 | 泉漳片 | 泉漳片 | 泉漳片 | 泉漳片 | 泉漳片 | 泉漳片 | 大田片 | 潮汕片 | 海南語 海口話 | 閩東語 福州話 | 莆仙語 莆田話 | 閩北語建甌話 | 閩中語 永安話 | 閩贛語 邵武話 | 客家語 梅州話 | 粵語 廣州話 | 現代標準漢語 |
| 音素   | 泉州話 | 漳州話 | 廈門話 | 台灣話 | 台灣話 | 台灣話 | 台灣話 | 大田話 | 汕頭話 | 海南語 海口話 | 閩東語 福州話 | 莆仙語 莆田話 | 閩北語建甌話 | 閩中語 永安話 | 閩贛語 邵武話 | 客家語 梅州話 | 粵語 廣州話 | 現代標準漢語 |
| 音素   | 泉州話 | 漳州話 | 廈門話 | 高雄腔 | 高雄腔 | 台北腔 | 台北腔 | 大田話 | 汕頭話 | 海南語 海口話 | 閩東語 福州話 | 莆仙語 莆田話 | 閩北語建甌話 | 閩中語 永安話 | 閩贛語 邵武話 | 客家語 梅州話 | 粵語 廣州話 | 現代標準漢語 |
| 音素   | 泉州話 | 漳州話 | 廈門話 | 老派   | 新派   | 老派   | 新派   | 大田話 | 汕頭話 | 海南語 海口話 | 閩東語 福州話 | 莆仙語 莆田話 | 閩北語建甌話 | 閩中語 永安話 | 閩贛語 邵武話 | 客家語 梅州話 | 粵語 廣州話 | 現代標準漢語 |
| ------ | ------ | ------ | ------ | ------ | ------ | ------ | ------ | ------ | ------ | ------------- | ------------- | ------------- | ------------ | ------------- | ------------- | ------------- | ----------- | ------------ |
| 聲母數 | 17     | 18     | 17     | 18     | 15     | 18     | 15     | 17     | 18     | 16            | 15            | 15            | 20           | 15            | 15            | 18            | 18          | 22           |
| 韻母數 | 80     | 78     | 75     | 80     | 70     | 72     | 70     | 41     | 85     | 46            | 62            | 39            | 46           | 46            | 40            | 76            | 68          | 40           |
| 聲調數 | 8      | 7      | 7      | 7      | 6      | 7      | 6      | 6      | 8      | 8             | 7             | 7             | 6            | 7             | 8             | 6             | 9           | 4            |

註：海南話與泉漳片的閩南語有很大淵源，但卻存在較大差異。昔日被劃為閩南語的瓊文片方言，今日被劃出閩南語，直接隸屬於閩語支。

### 子音
上古漢語中的一些有關聲母的音韻現象，在閩南語的讀音中有特別的反映，可為相關的假設提供實證。以廈門話發音為主舉例，其中中古漢語音採用鄭張尚芳的中古前期漢語擬音：
1. 輕脣音（非組），白讀讀法和重脣音（幫組）相同，例如「飛」（[pue˦˦] / [pe˦˦] / [pə˦˦]，中古/pʉi/）、「蓬」（[pʰaŋ˨˦]，中古/buŋ/）、「吠」（[pui˨˨]，中古/bʉɐiH/）、「微」（[bi˨˦]，中古/mʉi/），佐證古無輕唇音，非組歸幫組。
2. 舌上音（知組），多數讀法和舌頭音（端組）相同，例如「豬」（[ti˦˦] / [tu˦˦] / [tɯ˦˦]，中古/ʈɨʌ/)、「丑」（[tʰiu˥˧]，中古/ʈʰɨuX/）、「程」（[tʰiŋ˨˦]，作姓氏時讀[tʰiã˨˦]，中古/ɖiᴇŋ/），佐證古無舌上音，知組歸端組。
3. 齒頭音（精組）、多數正齒音（照組）二等（莊組）字、以及部分正齒音（照組）三等（章組）字讀法相同，例如精組字「作」（白讀 [tsɤʔ˧˨]，中古/t͡sɑk̚/）、莊組字「捉」（[tsʰiok˦]，中古/t͡ʃˠʌk̚/）、章組字「之」（[tsi˦˦]，中古/t͡ɕɨ/），佐證古無正齒音、照二归精。
4. 很多「章組」的字，讀法和「端、知組」相同而和「莊組」不同，例如「脣」（[tun˨˦]，中古/ʑiuɪn/），「振」（[tin˥˧]，中古/t͡ɕiɪnH/）、「注」（[tu˨˩]，中古/t͡ɕɨoH/）。也有讀法和牙音（見組）相同的情況，如「支」（[ki˨˨]，中古/t͡ɕiᴇ/）。部分佐證照三归端，也部分反映這一現象的例外——照三归見。
5. 喻母三等（母）字「雲」讀[hun˨˦]（中古/ɦɨun/），讀法同匣母（中古/ɦ/）而不同於影母（中古/ʔ/），佐證喻三归匣。

### 母音和聲調
闽南话各片區之間聲調略有区别。閩南語有八個音調（陰平、陰上、陰去、陰入、陽平、陽上、陽去、陽入），除调值不同以外，潮汕片保留有独立的阳上声调，因此潮汕片有8个声调，泉漳片則有兩種情況，泉州話（不包括同安話）、臺灣話鹿港腔、龍巖話、新加坡閩南語有陽上調，因此有8個聲調。漳州話、同安話、廈門話、臺灣話偏漳腔與通行腔只有7个声调（古全浊上声同阳去不分）。厦门的情形又有不同，通常而言，7个声调的闽南话古次浊上声念阴上，不并入阳去，但厦门话古次浊上声白读为阳去，文读为阴上。需要注意的是，潮汕片的两个上声（阴上和阳上）跟《切韵》音系的上声不完全对应，有大量《切韵》音系中的去声字潮汕片念上声。
閩南語原只有6個辅音韻尾，其中[-p̚]、[-t̚]、[-k̚]是塞音，[-m]、[-n]、[-ŋ]是鼻音。但是在现代闽南语，古「咸」（除覃韵）（收-m/-p）、「山」（收-n/-t）、「宕」（收-ng/-k）、「梗」摄二等（收-ng/-k）的白读音都不念这些韵尾，这些韵部的韵尾已经弱化为鼻化元音和喉塞韵尾-h，只有文读音才念上述辅音韵尾。此外，潮汕片韵尾-n/-t已经并入-ng/-k，其他闽南话中念喉塞韵尾的字在雷州话念成開韵尾。同时，海南话、雷州话、莆仙话把泉漳片和潮汕片的鼻化元音都念成口元音。

#### 变调
闽南话的变调规则是，前字变调，后字不变。变调单位是一个词组，可以是单个词，也可以是一个短语或一个语法单位。变调时，变调单位的最后一个字不變调，其余的字都要发生变调。
下表中，第一行的调值是单字调值，第二行的调值是变调的调值。
| 聲調 | 聲調 | 平           | 平           | 上          | 上           | 去          | 去          | 入         | 入         |
| 聲調 | 聲調 | 陰平         | 陽平         | 陰上        | 陽上         | 陰去        | 陽去        | 陰入       | 陽入       |
| 代碼 | 代碼 | 1            | 5            | 2           | 6            | 3           | 7           | 4          | 8          |
| 代碼 | 代碼 | 東 tɔŋ1      | 同 tɔŋ5      | 董 tɔŋ2     | 動 tɔŋ6      | 凍 tɔŋ3     | 洞 tɔŋ7     | 督 tɔk̚4    | 毒 tɔk̚8    |
| 調值 | 廈門 | 44           | 24           | 53          | -            | 21          | 22          | 32         | 4          |
| 調值 | 廈門 | 22           | 22           | 44          | -            | 53          | 21          | 4,21(h)    | 21         |
| 調值 | 臺北 | 44           | 24           | 53          | -            | 11          | 33          | 32         | 4          |
| 調值 | 臺北 | 33           | 11           | 44          | -            | 53          | 11          | 4          | 32         |
| 調值 | 臺南 | 44           | 23           | 41          | -            | 21          | 33          | 32         | 44         |
| 調值 | 臺南 | 33           | 33           | 44          | -            | 41          | 21          | 44         | 32         |
| 調值 | 檳城 | 44           | 13           | 45          | -            | 22          | 22          | 1          | 4          |
| 調值 | 檳城 | 22           | 22           | 44          | -            | 44          | 22          | 4          | 1          |
| 調值 | 漳州 | 44           | 13           | 53          | -            | 21          | 22          | 32         | 121        |
| 調值 | 漳州 | 22           | 22           | 44          | -            | 53          | 21          | 5,53(h)    | 21         |
| 調值 | 泉州 | 33           | 24           | 55          | 22           | 41          | 41          | 5          | 24         |
| 調值 | 泉州 | 33           | 22           | 24          | 22           | 55          | 22          | 24,5(h)    | 22         |
| 調值 | 龍巖 | 334          | 11           | 21          | 52           | 213         | 55          | 5          | 32         |
| 調值 | 龍巖 | 334          | 11           | 21 2132,5前 | 11           | 21 2132,5前 | 55 3342,5前 | 5 3342,5前 | 5          |
| 調值 | 大田 | 33           | 24           | 53          | 55           | 31          | 31          | 3          | 5          |
| 調值 | 大田 | 33 531,3,4前 | 33 531,3,4前 | 31          | 33 531,3,4前 | 55          | 55          | 5          | 3 51,3,4前 |
| 調值 | 汕头 | 33           | 55           | 52          | 35           | 213         | 22          | 21         | 32         |
| 調值 | 汕头 | 33           | 11           | 35          | 11           | 32          | 21          | 4          | 1          |

### 与原始闽语的关系
二十世纪七十年代至八十年代，罗杰瑞根据闽语各分支的表现构拟了原始闽语，其中闽南语相较于原始闽语表现出的特点有：

#### 鼻音韵尾与塞音韵尾的弱化
闽南语中存在着一组鼻化元音韵母与对应的以喉塞音结尾的韵母，这些韵母来源于原始闽语中，韵腹为开元音且带有鼻音或塞音韵尾的韵母，如：*ɑm>ã,*ɑn>uã,*ioŋ>iõ>iũ等。

#### 响音声母的演变
罗杰瑞根据闽南语以及邵将语中响音声母的表现，为原始闽语构拟了两套响音：常态响音与清响音。这两套响音在闽南语中的区别主要表现在声调与声母是否发生去鼻化音变上。在潮汕片中，常态鼻音在口元音韵母与塞音韵尾韵母前去鼻化。此外，清鼻音的*nh与*ŋh在部分闽南语中会读成/h/，如“燃”(hiâⁿ)，“艾”(hiāⁿ)等
| 例字       | 原始闽语音类 | 泉州 | 漳州 | 漳平 | 潮州 | 雷州 | 文昌 |
| ---------- | ------------ | ---- | ---- | ---- | ---- | ---- | ---- |
| 磨（动词） | *m           | ꜁bua | ꜁bua | ꜁bua | ꜁bua | ꜁bua | ꜁bua |
| 我         | *m           | gua꜄ | gua꜄ | gua꜄ | ua꜄  | ba꜄  | gua꜄ |
| 卖         | *m           | bue꜅ | be꜅  | -    | boi꜅ | ꜀boi | ꜀boi |
| 墨         | *m           | bak꜇ | bak꜇ | bak꜇ | bak꜇ | bak꜇ | bak꜇ |
| 麻         | *mh          | ꜁mũã | ꜁mũã | ꜁mũã | ꜁mũã | ꜁mua | ꜁mua |
| 蚁         | *mh          | ꜃hia | hia꜅ | ŋiã꜅ | ꜃hia | ꜃hia | ɦia꜇ |
| 骂         | *mh          | mã꜅  | mɛ̃꜅  | mĩ꜄  | mẽ꜅  | ꜀me  | ꜀me  |
| 目         | *mh          | bak꜇ | bak꜇ | bak꜇ | mak꜇ | mak꜇ | mak꜇ |

## 語法
如同其他漢語語言，閩南語是分析語，名詞沒有格位、性別和數量的區別，但需使用量詞，動詞不分人稱和數量，但會用助動詞或動詞補語來表示時態或語氣 ，並可有多個動詞置於同一個句子中。標準語序是主動賓語序，但在某些句型中會將賓語提前。補語置於動詞前或受詞後。如果從情境中可以判斷人稱時，可以省略人稱（pro-drop）。重點在後（head-final），數詞、形容詞、指示詞和關係子句等置於被修飾詞前方。

## 詞彙
注：本章节主要採用厦门话发音，並以台湾闽南语罗马字拼音方案标注。

### 人称
|          | 單數        | 單數        | 眾數     | 眾數     | 眾數                |
| 第一人稱 | 我 guá      | 我          | 包括性   | 咱 lán   | 咱們                |
| 第一人稱 | 我 guá      | 我          | 排除性   | 阮 gún   | 我們                |
| 第二人稱 | 汝/你/爾 lí | 你          | 恁 lín   | 恁 lín   | 你們                |
| 第三人稱 | 伊 i        | 他/她/牠/它 | 𪜶/怹 in | 𪜶/怹 in | 他們/她們/牠們/它們 |

所有格：人稱＋其（或寫為其古字「丌」或「亓」）。或以直接以複數格，即加鼻音尾之單數格表示。

### 指示代名詞
下表採用中華民國之教育部台灣閩南語推薦用字。
|      |      | 指近                                                    | 指近       | 指遠                                         | 指遠       |
| 一般 | 單數 | 這 tsit、這个 tsit-ê                                    | 這個       | 彼 hit、彼个 hit-ê                           | 那個       |
| 一般 | 眾數 | 遮 tsia、遮的 tsia--ê                                   | 這些       | 遐 hia、遐的 hia--ê                          | 那些       |
| 空間 | 空間 | 遮 tsia、這跡 tsit-jiah、這位 tsit-ūi                   | 這裡       | 遐 hia、彼跡 hit-jiah、彼位 hit-ūi           | 那裡       |
| 時間 | 時間 | 這陣 tsit-tsūn、這馬 tsit-má、這下 tsit-ē、這時 tsit-sî | 現在；最近 | 彼陣 hit-tsūn、彼個 hit-ē、彼時 hit-sî       | 那時；當時 |
| 状态 | 状态 | 按呢 án-ni                                              | 這樣       | 按呢 àn-ni、彼按呢 hit-án-ni                 | 那樣       |
| 程度 | 程度 | 遮 tsiah、遮爾 tsiah-nī                                 | 這麼       | 遐 hiah、遐爾 hiah-nī                        | 那麼       |
| 類型 | 類型 | 這款 tsit-khuán、這號 tsit-hō、這種 tsit-tsióng         | 這種       | 彼款 hit-khuán、彼號 hit-hō、彼種 hit-tsióng | 那種       |

### 疑問詞
什麼
- 啥（siáⁿ）：也作「甚」，後可加名詞。如「啥人」（siáⁿ-lâng）（何人）、「啥事」（何事）、啥物（siáⁿ-mih，何物）、甚物(sim-mi̍h，什麼)。
- 物/乜（mih）：物代(mih-tāi)（厦门话常用）。
- 底（tī）：底时（何时）(厦门话常用)、底事（何事）、底地（何地）、底处（何處）[96]、底時（何時）、底個（潮瓊片同「乜個」）中古漢語已有用「底」表疑問。[97]
  -     - 底典（潮瓊片之「誰」，在泉漳片是問對方「哪裡人」。）
- 焉怎/按怎（án-chóaⁿ）+動詞。有認為為非漢語者[98]
- 何：泉、潮片，如「在何」（在何處），音「值塊」。[68]但有指這詞語應作「底帶」。[88]

佗一
佗一/倒一/擇一（tó/tó-tsit） 
- 佗一+名詞　例：佗一車？（哪一車？）
- 佗一+量詞　例：佗一台？（哪一台？）
- 佗一+量詞+名詞　例如：佗一台車？（哪一台車？）

kám（敢）問句：
是漢語是否問句的一種，依照張敏（1990）、曹逢甫（1993）、鄭縈（2000）、施其生（2000）的調查，主要有kám、ká/khá、kán、kánn……幾種變體，語義或語用上，依張敏（1990）、張麗麗（2016）（2017）、林俊宏（2020）等人皆指出，敢問句作為是非問句至少有三種用法。比如同樣是「伊敢（是）破病？」一句法，可以有三種解釋：
- 推測：指「他好像生病（吧）。」，即用疑問句代替贊同、相信「他生病」的事實。魏培泉（2010）表示是一種「信大於疑」之用法，並指出晉語敢問句主要是這一種用法。
- 中性：指「他是不是生病？」沒有預設贊同或反對的立場。
- 反詰：指「他未生病，」即用疑問句代替反對「他生病」的事實。魏培泉（2010）表示是一種「疑大於信」之用法，並指出客語敢問句主要是這一種用法。

本字上，共識是近代之「敢」，而對於「敢」之古漢語來源，有「可問」連音說（黃正德1988）；「可不」連音說（Yue-Hashimoto 1991、魏培泉2010）；「焉」字說（林俊宏2020）。

### 名詞

#### 時間
- 年（nî）、冬（tang）：年，一年称「一年」或「一冬」
  - 舊年（kū-nî）：去年
  - 今年（kim-nî）：今年
  - 新年（sin-nî）、明年（môa-nî/mê-nî）、下年（ē-nî）：明年

- 月（ge̍h）、月日（ge̍h-ji̍t）：月
  - 頂月日（téng-ge̍h-ji̍t）、頂個月（téng-kò-ge̍h）、頂股月（téng-kó͘-ge̍h）：上个月
  - 這月日（chit-ge̍h-ji̍t）、這個月（chit-kò-ge̍h）、這股月（chit-kó͘-ge̍h）：这个月
  - 後月日（āu-ge̍h-ji̍t）、後個月（āu-kò-ge̍h）、下個月（ē-kò-ge̍h）、後股月（āu-kó͘-ge̍h）：下个月

- 日（ji̍t）、工（kang）：天、日
  - 遜昨日（sùn-cho̍h--ji̍t）、大昨日（tōa-cho̍h--ji̍t）、落昨日（lo̍h-cho̍h--ji̍t）：大前天
  - 昨日（cho̍h--ji̍t）：前天
  - 昨日（cha-ji̍t）、昨昏（cha-hng）：昨天
  - 今仔日（kin-á-ji̍t）：今天
  - 明仔日（bîn-á-ji̍t）、明仔載（bîn-á-chài）：明天
  - 後日（āu--ji̍t）：后天（此义须读轻声，否则意味着以后的某一天）
  - 落後日（lo̍h-āu--ji̍t）、大後日（tōa-āu--ji̍t）：大后天

- 一日之内
  - 天未光（thiⁿ-bē-kng）：统称凌晨之前
  - 天欲光（thiⁿ-beh-kng）、拍殕仔光（phah-phú-á-kng）：凌晨
  - 天光（thiⁿ kng）：天亮
  - 早起（chá-khí）、頂晡（téng-po͘ ）、頂晝（téng-tàu）：早上、上午
  - 中晝（tiong-tàu）、日晝（ji̍t-tàu）：中午
  - 下晝（ē-tàu）、下晡（ē-po͘ ）：下午
  - 暗晡（àm-po͘ ）、欲暗仔（beh-àm--á）：傍晚
  - 暗頭仔（àm-thâu-á）：入夜
  - 暗暝（àm-mî）、下昏（ē-hng）、暝昏（mî-hng）：晚上
  - 半暝（pòaⁿ-mî）、暝半（mî-pòaⁿ）：夜里、半夜

- 白天又统称「日時」（ji̍t--sî）、「天光」（thiⁿ-kng）；夜晚又统称「暗時」（àm-sî）、「暝時」（mî-sî）。

- 夜间又细分做「頂半暝」（téng-pòaⁿ-mî）、「下半暝」（ē-pòaⁿ-mî）。

- 點鐘（tiám-cheng）：小时，也简说成「點」（tiám）
  - 外（gōa）：表示比指定的数字更过一些，如「四點外鐘」指四个多小时、或四点多钟
  - 半（pòaⁿ）：半小时，不到半小时说成「未半」( bī pòaⁿ），接近半小时说成「欲半」（beh pòaⁿ)、半小时多说成「過半」(kuè pòaⁿ）
  - 字（jī）：分针在钟面所指的数字，意思是五分钟，如十分钟说成「两字久」，七点四十五分说成「七點九字」

- 其他
  - 今旦日（kin-toaⁿ-ji̍t）：今日。現作「今仔日kin-á-ji̍t」。[99]
  - 晏：音òaⁿ，漢初的《儀禮．士相見禮》：「問日之早晏。」「早晏」是「早晚」的意思，閩南語也有「早晏」一詞。《玉篇》：「晏，晚也。」《廣韻》：「晏，晚也。烏澗切。」文讀音àn，白話音òaⁿ。[99]閩南語的「晏」也可解作遲，如「晏起來」是遲起床，「晏來」是遲來、遲到。（粵語也有用「晏」表示晚、中午和遲的意思，例如：「晏晝」表示下午、中午，「喫/食晏晝」、「喫/食晏」表示吃午飯。）

#### 人體器官
- 目珠（俗字作「目睭」）：音 ba̍k-chiu，眼睛。
- 鼻仔：音 phiⁿ-á，鼻子。
- 喙：音 chhùi，嘴巴
- 腹肚：音 pak-tó͘，肚子。
- 跤：音 kha，腳。
- 跤頭趺：音 kha-thâu-u/hu，膝蓋。
- 肩胛頭：音 keng-kah-thâu，肩膀。

#### 親屬稱謂
- 阿公：音 a-kong，爺爺、外公。
- 阿媽：音 a-má，奶奶、外婆。
- 爸：音 pah/pâ/pa，父親。阿爸：音 a-pah。老爸：音 lāu-pē。
- 母：音 bú/bó，母親。阿母：音 a-bú。老母：音 lāu-bú。此用法可在唐詩中看見，例如晚唐李商隱《瑤池》：「瑤池阿母綺窗開，黃竹歌聲動地哀。八駿日行三萬裏，穆王何事不重來。」
- 阿伯：音 a-peh，伯伯。
- 阿姆：音 a-ḿ，伯母。
- 阿叔：音 a-chek，叔叔。
- 阿嬸：音 a-chím，嬸嬸。
- 阿舅：音 a-kū，舅舅。
- 阿妗：音 a-kīm，舅媽。
- 阿姨：音 a-î，阿姨。
- 阿姑：音 a-ko，姑姑。
- 阿丈：音 a-tiūⁿ，姨丈或姑丈。
- 兄：音 hiaⁿ，哥哥。阿兄：音 a-hiaⁿ。
- 姊：音 chí/ché，姐姐。阿姊：音 a-chí/a-ché。
- 弟：音 tī，弟弟。小弟：音 sió-tī。
- 妹：音 mōe/bē/bēr/moāi/māi/bōe，妹妹。小妹 sió-mōe/bē/bēr/moāi/māi/bōe。

### 動詞
- 行：音kiânn，走。
- 走：音tsáu，跑。
- 傱：音tsông，奔跑。
- 食：音tsia̍h，吃。
- 啉：音lim，喝。
- 睏：音khùn，睡觉。
- 拍：音phah，打。
- 徛/企：音khiā，站立。
- 倒：音tó，躺。
- 䖙：音the，坐躺、靠坐着。
- 跍：音khû，蹲。
- 越：音ua̍t，回（头）。
- 應：音ìn，回答。
- 揣：音tshē，寻找。
- 相：音siòng，尤指以目光打量。
- 挲：音so，搓。
- 汏：音thuā，以清水漂洗。
- 盪：音tn̄g，与「汏」近义。
- 曝：音pha̍k，晒。
- 覕：音bih，躲藏。
- 沃：音ak，浇，《左傳》僖二十三年：「奉匜沃盥。」疏：「沃，謂澆水也。」《漢書．張良傳》：「沃野千里。」注：「沃者，溉灌也，言其土地皆有溉灌之利，故云沃野。」[99]
- 翕：音hip，拍攝。
- 駛：音sái，開（車）。
- 搝：音giú，拉。
- 鼻：音phīnn，嗅。
- 臆：音ioh，猜測。
- 蹛：音tuà，居住。
- 詼：音khue，嘲諷。
- 提：音the̍h，拿。
- 夯：音giâ，舉。
- 予：音hōo，給予。
- 囥：音khǹg，放置。
- 耍：音sńg，玩耍。
- 掠：音lia̍h，抓。
- 驚：音kiann，害怕。
- 賰：音tshun，剩餘。
- 袋：音tē，包裝。
- 綴：音tè，跟隨。
- 擲：音tàn，丟。
- 縛：音pa̍k，綁。
- 軁：音nng，鑽。
- 蔫：音lian，枯萎。
- 挵：音lòng，撞。
- 剾：音khau，刮（風）。
- 搣：音me，抓取。
- 刣：音thâi，殺。
- 捒：音sak，推。
- 襯：音tshīng，穿。

### 形容詞
- 好、歹：好、坏（「歹」为俗字，本字作否。）
- 頂、下：上、下
- 大、細：大、小
- 粗、若／幼：粗、细。
  - 若：日本語漢字表留以「若」表示小、幼之意。
- 濟、少：多、少（用于表绝对的数量，如吃很多说成「食誠濟」）
  - 济：參考成語「人才濟濟」。
- 加、減：多、少（用于表相对的数量，如多吃一点说成「加食淡薄」）
- 輕、重：轻、重
- 軟、橂：软、硬（「橂」民间俗写为「𠕇」，词义也作「硬」）
- 冗、絚：鬆、紧
- 懸、下 / 低：高、低（「低」为俗字，本字作「下」）
- 緊、慢：快、慢（「緊」义也说成「猛」）
- 狹、闊：窄、宽
- 長、短：长、短
- 厚、薄：厚、薄
- 躼、矮：高、矮（「躼」义也说成「懸」）
- 肥、㾪：胖、瘦
- 烏、白：黑、白
- 寒、熱：冷、热（小冷也说成「冷」）
- 燒、凊：烫、凉（「凊」义也说成「凝」）
- 媠、䆀：美、醜（「媠」义也说成「㜅」[tʰiak7]”或「嫷」，「䆀」义也说成「漚」或「鄙」）
- 清、醪：清、浊
- 洘、漖：稠、稀
- 飽、枵：饱、饿
- 暢、氣：高兴、生气（「暢」义也说成「歡喜」、「爽」、「氣」义也说成「受氣」、「苦氣」、「袂爽」）
- 俗、貴：便宜、昂貴
- 光、暗：亮、暗
- 焦、澹：乾、溼
- 清氣、垃圾：乾淨、骯髒
- 巧、戇：聰穎、憨呆
- 恬、吵：安靜、吵雜

### 副詞／助動詞／介詞／其他
- 焉耳＝焉爾＝安爾＝安耳=云爾：這樣子（而已）。《孟子．梁惠王》：「盡心焉耳」（盡心這樣而已）[100][101]；亦有與苗語比較，認為非漢語成分者者。[98]中華民國教育部作「按呢」，為表音字。

- 有：可以加在形容詞之前以加強語氣：這粒西瓜有大（這個西瓜真大）、這個囝仔有勇（這個孩子真勇敢）這種用法跟《詩經》裡「有」字的用法非常接近：《周南．桃夭》：桃之夭夭，有蕡其實。（有蕡＝真大）。《小雅．白華》：有扁斯石，履之卑兮。（有扁＝真扁）[102]

- 顛倒：反而。例：伊無欲來，阮顛倒較歡喜。（他沒有要來，我反而比較高興。）

- 橫直：反正，華語裡也有類似的「橫豎」一詞。例：伊欲來無欲來攏無要緊，橫直阮欲去。（他要來不要來都沒關係，我反正要去。）

- 上無=尚無：至少。例：上無伊嘛應該愛會失禮。（他至少也應該說聲道歉。）

- 定定：經常。例：伊定定無佇咧。（他經常不在家。）

### 倒置詞
闽南语存在一些和现代汉语普通话字序相反的词汇，如「衫褲」、「人客」、「鴨母」、「鬧熱」、「頭前」等。
- 表動物之性別及物之陰陽者，一般以「公」、「母」二字附在其后，如雞母、狗公。个别动物也用「角」等字，如「雞角」表示雄鸡。[公／母也見於粵語，但母作「乸」]
- 其他：韆鞦、童乩、氣力、結氣、棄嫌、寸尺、板模、胃腸、慢且、久長、加添、養飼、落衰、菜蔬、利便、運命（来自日语）、進前、紹介（也说介紹）、臭酸、嚇驚、恐驚、布帆、暝日、銜頭、下底、風颱、嚨喉。

### 古詞彙
閩南語與現代標準漢語皆演變自上古漢語，但閩南語由於歷史演變上的不同，相較之下保留了更多古漢語詞彙與詞義。
- 儂（lâng）：人。
- 鼎（tiáⁿ：以煮食用具為例，古代稱為「釜」的，華北人、官話語區稱為「鍋」，吳語、粵語和客家話稱「鑊」，閩南語稱為「鼎」。閩南語以「鼎」作「釜」至少保存了西漢尚可了解的一種用法。[102]今贛語也保留「鼎」，稱尖底炊具為「鼎罐」。[104]
- 牙（gê）、齒（khí）：「虎象有牙，人馬有齒。」例，馬齒、齒科大夫（非牙科大夫）、齒膏（非牙膏）；暴牙、象牙。[101]
- 細膩（soè-jī）：做事小心謹慎，也解作客氣。[99]（福州話也有此二義。）
- 狡獪（káu-kòai）：頑皮，狡滑。[105]
- 夕暴雨：午後雷陣雨。[106]此詞彙尚保留於日本。[a]
- 痴豭（潮汕：chhi-ko；泉漳：tshio-ko）：一见女人便顾盼爱慕的轻佻男子。在明代潮州戏文《金钗记》中就有「宋金为人太风梭（骚），说话甚痴欲（哥）」的台词，可见「痴哥」这词在明代的潮汕方言中已经产生。[107]。佛經多作「痴欲」，表性欲、色欲。俗作「豬哥」。
- 湛（tâm）：溼。《詩經·召南》「湛湛露斯」[108]
- 身（sin）：閩語系（如林覺民《與妻訣別書》）稱「懷孕」為「有身」（ū-sin），而「身」字於甲骨文中為一個人腹中有物的象形。（粵語也保留，稱「身己」或「有身己」表示「懷孕」。普通话也说身孕。）
- 箸（tī）：筷子。日語表記漢字同。廣東省和平縣仍有人保留稱「箸」表示「筷子」。
- 糜（bê）：粥也，稀泥貌者也可称之。
- 衫（saⁿ）：衣也。由上而下穿者，不論是否及於下半身，都一定叫衫。如長衫（長袍）。（粵語也保留）
- 先生（sian-siⁿ）：粵語、日語、韓語亦保留此用法。今官話謂「某老師」，閩語謂「某先生」。如「張先生」乃指「張老師」，指一些學有專精者，如醫生、教師、律師等。
- 悾（khong）/悾悾（khong-khong）：心思空空，傻瓜。《論語》子曰：「狂而不直，侗而不愿，悾悾而不信，吾不知之矣。」
- 冊（tsheh）古代稱編綴竹簡成書為冊，《書經·多士》：「惟爾知惟殷先人，有冊有典。」與韓語冊(책)同音，韓語仍有此用詞。
- 企（khì），踮著腳尖，把腳後跟提起來。《漢書·卷一·高帝紀上》：「吏卒皆山東之人，日夜企而望歸。」，《荀子．勸學》篇也有：「吾嘗企而望矣，不如登高之博見也。」
- 譙（kiau），責備。《韓非子．五蠹》：「今有不才之子，父母怒之弗為改，鄉人譙之弗為動。」
- 目睭（ba̍k-tsiu），眼睛。《淮南子·兵略訓》深哉睭睭。
- 地動（toē-tāng），地震。《呂氏春秋．季夏紀》有：「文王即位八年而地動。」可見閩南語保留了秦朝以來的說法。
- 乞食（khit-tsia̍h），閩南語稱乞丐為「乞食」《戰國策．晉策》：「其容為乞食人而往乞。」
- 走（tsáu），閩南語的「卡緊走」，在古語表示「跑」的意思。《孟子．梁惠王上》也有：「填然而鼓之，兵刃既接，棄甲曳兵而走」
- 後生（hāu-siⁿ），閩南語稱兒子為「後生」，《詩經．商頌．殷武》：「壽考且寧，以保我後生。」
- 枵（iau）閩南語稱肚子餓為《左傳．襄公二十八年》：「梓慎曰：『今茲宋、鄭其饑乎！歲在星紀，而淫於玄枵。…玄枵，虛中也。﹖』，保留了古語「枵」表示「餓」的本意。
- 脯（póo）閩南語今日稱「肉鬆」、「魚鬆」」為「肉脯」《周禮．天官．冢宰》：「腊人：掌乾肉，凡田獸之脯、腊、膴、胖之事。」《管子．輕重甲》：。魚以為脯，鯢以為殽」
- 痀（ku）指駝背的背瘤「痀」又可作「佝」，古語中「佝僂」也是駝背之意，《莊子．達生》篇有：「仲尼適楚，出於林中，見一痀僂者承蜩，猶掇之也。」可見「痀」表駝背已見於戰國時代。
- 眠床（bîn-chhn̂g），指睡覺的床稱，見於《南史．虞愿傳》：「弘有眠床一張。」
- 阿母（a-bú）媽媽、母親，表面看來帶「阿－」一稱謂早在漢朝就有了，如樂府詩《古詩為焦仲卿妻作》：「上堂啟阿母。」「阿」的本義是「山阿」，古代曾尊稱商朝名臣伊尹為「阿衡」，可見和閩南方言中以詞頭「阿－」，其來源甚為古老。
- 交關（kau-kuan）閩南語稱生意交往為「交關」，這一詞語自《後漢書．西羌傳》：「臣愚以為宜及此時，建復西海郡縣，規固二榆，廣設屯田，隔塞羌胡{交關}之路，遏絕狂狡窺欲之源。」
- 虯（kiu2）捲屈，杜光庭《虯髯客傳》：「忽有一人，中形，赤髯而虯。」
- 鬧熱（lāu-lia̍t）閩南語將「熱鬧」倒說成「鬧熱」，這可見於唐朝，如白居易〈雪中晏起偶詠所懷〉：「又不見西京浩浩唯紅塵，紅鬧熱白雲冷，好於冷熱中間安置身。」
- 參詳（tsham-siông）表示商量之意則見於唐．司馬貞《史記索隱．匈奴列傳》：不參詳終始利害也。」

## 借词

### 闽越语
据厦门大学闽南语学者周长楫教授与李如龙教授考证，现今的闽南语保留了一些古代百越语的底层成份，例如：ka-cho̍ah（虼蠽或蟉蠽，「蟑螂」）、káu-hiā（蚼蟻或狗蟻，「螞蟻」）、ka-lún/nńg/líng-sún（交懍損、加懍損、交懍恂或加懍恂，「打冷顫」）、tio̍h-ka-cha̍k（著咳嗾，「嗆到」）。
诸多残留在日常词汇中的底层成分，也与现存侗台语系中的代表泰语、壮语、布依语等显示出明显的关联，比如：“男子”称作“查埔”（tsa-poo），“女子”称“查某”（tsa-bóo），与壮语中的daxboh /ta˦˨ po˧/（父）和daxmeh /ta˦˨ me˧/（母）相关。而称呼“妻子”为“某”，则可能与泰语中的ใภ้ (pái) /pʰaj˦˥/（兒媳；義姊妹）、壮语中的bawx /paɯ˦˨/（兒媳）同源于古代百越语。另外，诸如“叨位”（tó-uī/toh-uī，「哪裡」）、“古锥”（kóo-tsui，「可爱」、「小巧」）等词汇亦在百越语后裔语言中有迹可循。某些词汇甚至可以展现出原始欧亚语言的源流。
最明顯的例子是「肉」字，在閩南語口語中俗讀做bah /baʔ˧˨/。比較壯侗語系壮语 b[¬]k、泰语มัน (man) /man˧/(油)、上思邕南壯語/baːi˩˧/、阿爾泰語系蒙古語мах (max) /max/。

### 日語
由於台灣日治時期長達半世紀（1895年－1945年），因此臺灣話的日常用语有不少日語詞彙，例如：歐巴桑oo-bá-sáng、歐吉桑oo-jí-sáng、a-ní-khih（意為「大哥、老兄」；）、阿給á-geh、ua-sá-bih、運將ùn-tsiàng等等。其中也有以臺語發音讀出之和製漢詞，例如：離緣（離婚）、注文（下訂單）、寄付（捐獻）、口座（帳戶）、出張（出差）、水道水（自來水）
反之，日本語中也有自臺語的借詞，例如：（米粉 bí-hún）、（蓮霧lián-bū）（本土詞為）、（虱目魚sat-ba̍k-hî）、（鰱魚liân-hî）
、（兩節棍nn̄g-chat-kun）、（童乩 tâng-ki）、（羌khiong）。
此外，由於日語保留了若干中古漢語的詞彙，加上日語的漢字音之音讀多是在南北朝至唐朝時從漢地中原傳入，因此有不少詞彙發音與臺語几乎完全一致。例如：世界sè-kài/、开始khai-sí/、世纪sè-kí/，尤其在韵母上更有相当多的例证，如「宇宙ú-tiū/」、「运动ūn-tōng/」、「便当piān-tong /」、「全部tsuân-pōo/」、「了解liáu-kái/」等詞彙，但這些並不是借音詞。

### 其他外來語
從唐朝開始，泉州已發展為東方第一大港，古代海上絲綢之路的起點在泉州。從此閩南一帶和中東和東南亞的來往更加頻繁。出洋的華僑把外鄉的語言帶到閩南，時間久了，有的外來語詞彙進入闽南語，成為閩南語的一部份。五口通商后，各國與廈門的來往十分密切，因此廈門話多了許多英語、日語借詞，有些亦擴散至閩南其他地方。此外臺灣曾被西班牙、荷蘭統治，東南亞等國也曾經歷歐洲列強統治，臺灣、東南亞等地區都曾是歐洲列強在亞洲貿易的重要據點，因此也會融入外來語，例如：
tōng-kat（拐杖，馬來語「tongkat」）、sat-bûn（肥皂，馬來語「sabun」或日語「シャボン」，兩者皆源自葡萄牙語「sabão」）、te̍k-sî（的士，臺灣慣稱「計程車」kè-thîng-chhia）、má-tih（死亡，馬來語「mati」）、ka-po̍k/ka-pò͘-mî（木棉，馬來語「kapas」，源自古梵语「karpasa」）等。

## 書寫系統
歷史上閩南語使用表意文字（即漢字）及音素文字（羅馬字、注音符號、日語假名、韓語諺文或個人自創符號等）來書寫，甚至有兩者混用者，唯始終未形成正書法。
中華民國教育部於2006年起陸續推出臺灣閩南語羅馬字拼音方案、臺灣閩南語推薦用字、以及官修辭典《教育部臺灣閩南語常用詞辭典》，是閩南語書寫系統首次獲得官方整理，且包括拼音、漢字、辭典3大面向。此後臺灣閩南語因有遵循標準，書寫逐漸統一，已能於公視台語台等媒體上看到相關應用。唯由於多數成年人未曾在義務教育中學習，被部分激進語言保存推廣者貶稱為「臺語文盲」，仍習慣以非規範方式書寫。

### 漢字

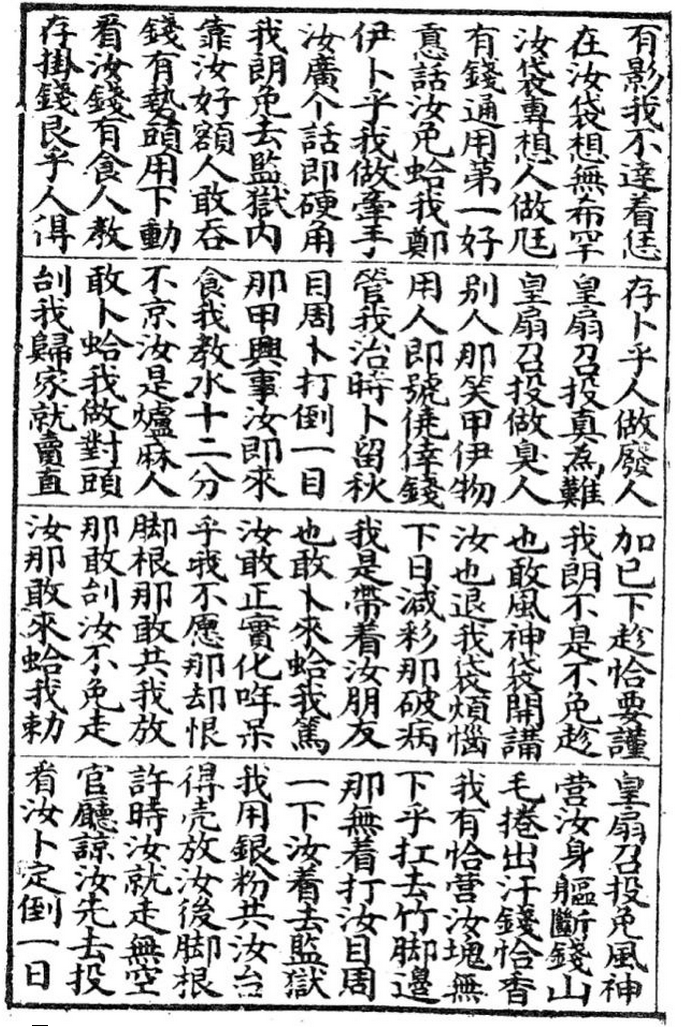
廈門會文堂《最新失德了歌》書影

一如其他漢語方言，閩南語最早使漢字來表記，例如明代的荔鏡記，當中就有大量漢字借音的情況。

### 音素文字
闽南語及台語之音素文字書寫系統，有以下之方案：
泉漳片
除方音符号和臺灣語假名外，都是基于拉丁字母的文字。
- 台閩漢字
- 白話字
- 閩南方言拼音方案
- 台湾方言音符号
- 台灣閩南語羅馬字拼音方案
- 臺語通用拼音
- 臺語現代文
- 臺灣語假名

潮汕片
- 潮州话白话字
- 潮州话拼音方案

其他
- 浙南閩語、大田话没有创制标准的表音文字；

## 文學創作
- 《荔鏡記》（明代嘉靖丙寅四十五年，西元一五六六年刊行）（民間習慣稱為《陳三五娘》），是明代戲曲劇本，作者已經無可稽考；也是目前已知最早的閩南語文學作品，劇本有福建閩南地方用字和廣東潮汕話方言字。

## 文白異讀
閩南語中的文白歧讀（或稱文白异读）現象遠大於其他漢語。語言學家罗常培曾於《厦门方言研究》中粗略统计《方言调查字表》所舉 3,758 個漢字當中，有 1,529 個有歧讀現象，比例約佔 40.6%。歧讀漢字中，絕大多數文讀白讀各一，在上述四成之中又約 90% 屬之。其餘則有多種讀法。
以1～10的數字讀音為例：
| 漢字 | 一 | 二    | 三   | 四 | 五   | 六   | 七    | 八   | 九  | 十   |
| 文讀 | it | jī/lī | sam  | sù | ngóo | lio̍k | tshit | pat  | kiú | si̍p  |
| 白讀 | it | jī/lī | sann | sì | gōo  | la̍k  | tshit | pueh | káu | tsa̍p |

- 註1：/常被視作「一」的白讀，實際上本字是「蜀」，今多把/直接視作「一」的訓讀[b]。
- 註2：常被視作「二」的白讀，實際上本字是「兩」。
- 註3：如今廈門話已j-聲母已并入l-聲母。

使用文讀或白讀以場合而定。例如數字白讀絕大多數用在計數，而當序數、電話號碼、車牌號碼等不需進制時使用文讀。又例如「成」字有多個文白歧讀：「成功」中讀sêng，「幾成」讀siâⁿ，「成做」（成為）讀chiâⁿ，「成家」讀chhiâⁿ，不能相淆。
文讀與白讀具有辨義作用，可以區別字詞的不同意思。例如「大人」的文讀音tāi-jîn是對官員或者長輩的敬稱，白讀音tōa-lâng是指成年人。對於非閩南母語人士而言，閩南語何時該為文讀或白讀的辨別極為困難，這在地名中尤為最。例如臺灣高雄依地理可分為岡山、旗山、鳳山三區，但前兩區以行政區理解時，山讀作san（音讀）、而鳳山的山則讀作soaⁿ（語讀）。又例如相鄰的臺東與屏東兩縣的「東」讀音亦不同，前為tang（白讀）、後為tong（文讀）。
需說明的是：閩南語各地的次方言，其文、白讀的程度也呈現不一致的情況。舉例而言，「大學」在臺灣以文讀稱為Tāi-ha̍k，但廈門則是白讀的Tuā-o̍h。

### 相關文獻
- 林春地. . 臺北縣蘆洲鄉: 東展文化. 1987: 92  [2020-09-20]. （原始内容存档于2015-03-20） （中文（繁體））.，臺大
- 黃炳煌. . 台北市: 高等教育. 2012-11-12: 118  [2013-11-21]. ISBN 978-986-266-053-9. （原始内容存档于2014-01-12） （中文（繁體））.
- 李佐腾. . 钟书国际文化出版社. 2014 （中文（简体））.

### 註解
1. ↑  根據賴永祥之《臺灣鄭氏與英國的通商關係史》中英國商館的原文紀錄及諸多外語文字顯示，其中以拼音紀錄之語音為漳泉閩南語。[22]金冬楠亦指出明鄭使用之語言為閩南語的一支，並提出其即為廈門話的論點。[23]
2. ↑  97年修訂《國民中小學九年一貫課程綱要》時，己將「鄉土」一詞改為「本土」。

## 参見
- 閩南語維基百科
- 厦门话语音系统
- 泉州話
- 廈門話
- 閩南方言拼音方案
- 臺灣話
- 臺灣閩南語羅馬字拼音方案
- 臺灣閩南語用詞
- 白話字
- 臺閩字
- 臺灣閩南語推薦用字
- 潮州话
- 潮州話拼音方案
- 海陆丰话
- 贛東北閩南語
- 新加坡福建话
- 槟城福建话
- 吳守禮
- 周长楫
- 洪惟仁
- 許成章
- 陳冠學
- 泉州电视台闽南语频道